# Doxa (Soziologie)
Doxa (altgriechisch δόξα dóxa ‚Meinung‘) beschreibt ein Konzept des französischen Soziologen Pierre Bourdieu. Doxa bezeichnet alle Überzeugungen und Meinungen, die von einer Gesellschaft unhinterfragt als wirklich oder wahr angenommen werden. Diese Überzeugungen werden in einer Gesellschaft oder in einem Feld nicht infrage gestellt, sondern gelten als selbstverständlich oder offensichtlich. Im Kern bezeichnet die Doxa somit eine Reihe von Wirklichkeitsannahmen und Selbstverständlichkeiten in einer Gesellschaft, die weder kritisiert oder debattiert, noch hinterfragt werden.
Jede Gesellschaft hat ihre eigene Doxa. Gesellschaften unterscheiden sich inhaltlich dadurch, welche Annahmen und Wirklichkeitskonstruktionen sie als selbstverständlich oder wirklich annehmen. Für Bourdieu ist die Doxa vor allem ein historisches und soziales Produkt.

## Doxa, Orthodoxie, Heterodoxie in Gesellschaften
Die Doxa wird bei Bourdieu häufig im Kontext mit den Begriffen der Orthodoxie und der Heterodoxie verwendet. Als Modell unterteilen die drei Konzepte alle gesellschaftlichen Überzeugungen und Wirklichkeitskonstruktionen in drei Kategorien: das Umstrittene (Heterodoxie), die Mehrheitsmeinung (Orthodoxie) und das Selbstverständliche (Doxa).
Unter Heterodoxie versteht Bourdieu alle Meinungen, Vorstellungen und Behauptungen, die in einer Gesellschaft heftig debattiert werden und umstritten sind. Heterodoxe Inhalte werden regelmäßig ausdiskutiert, es gibt einen regen Diskurs über diese Inhalte. Es fehlt eine allgemeine Meinung oder ein Konsens, weil die Meinungen und Überzeugungen sehr divers sind.
Unter Orthodoxie versteht Bourdieu hingegen kollektive Überzeugungen und Wirklichkeitsannahmen, die die überwiegende Mehrheit der Gesellschaft teilt. Orthodoxe Inhalte werden nur ab und zu infrage gestellt oder angegriffen. Mehrheitsmeinungen, kollektive Wirklichkeiten und Konsensdenken fallen in den Bereich der Orthodoxie.
Heterodoxie und Orthodoxie haben gemeinsam, dass sie regelmäßig sprachlich stabilisiert werden müssen. Durch Kommunikation werden die Inhalte immer wieder aufs Neue hervorgebracht und dadurch stabilisiert.

Unter Doxa versteht Bourdieu hingegen alle als selbstverständlich wahrgenommenen Überzeugungen, Klassifikationen, und Annahmen. Außerdem sind sich die Menschen in einer Gesellschaft mehr oder weniger bewusst, was als kollektive Meinung oder Streitthema gilt. Beide Punkte treffen jedoch nicht auf die Doxa zu: Doxische Wirklichkeitsüberzeugungen sind laut Bourdieu den Menschen weder bewusst noch werden sie über Sprache regelmäßig stabilisiert. Sie werden von den Menschen als selbstevident, natürlich oder unanfechtbar wahrgenommen. Doxische Überzeugungen werden somit in Gesellschaften fast nie kritisch hinterfragt und entziehen sich öffentlichen Diskursen und Debatten.
„Paradoxerweise ist nichts dogmatischer als eine doxa, dies Ensemble grundlegender Glaubensinhalte, die nicht einmal in Form eines expliziten, seiner selbst bewußten Dogmas affirmiert werden müssen.“
Nichtsdestotrotz: Gesellschaftlicher Wandel ist ein Kernelement jeder Gesellschaft. Gemäß Bourdieu ändert sich zwangsläufig auch über längere Zeiträume hinweg, was als orthodox oder heterodox oder doxisch wahrgenommen wird. Tatsächlich können auch doxische Inhalte, vor allem in Krisen- und Umbruchszeiten, plötzlich debattiert und angegriffen werden. Die Doxa einer Gesellschaft ist somit keineswegs in Stein gemeißelt. Umgekehrt können auch Meinungen, die in einer Gesellschaft zuvor als umstritten galten, zu einem späteren Zeitpunkt als selbstverständlich angenommen werden.

## Anwendungen
Bourdieu nutzt das vage Theoriegerüst der Doxa und wendet es auf seine weiteren Forschungsgegenstände an. Im Folgenden werden also Beispiele genannt, wie Bourdieu die Doxa auf Theorien bezogen hat, denen er sich im Laufe seines Lebens widmete.
Wichtig zu betonen ist: Es handelt sich im Folgenden nicht um eine einheitliche, zusammenhängende oder gar ergänzende Theorie. Das Gegenteil ist der Fall, Bourdieu nutzt die Erkenntnisse aus der vagen bzw. allgemeinen Doxa-Theorie und wendet sie auf spezifische Untersuchungsgegenstände oder andere Theorien an.

### Doxa und Herrschaft
Die Analyse und Kritik von Macht und Herrschaft in unterschiedlichen Kulturen und Geschichtsperioden durchzieht Bourdieus Werke. Laut Bourdieu sind die unzähligen Herrschaftsformen der Vergangenheit und der Gegenwart zu einem hohen Grad willkürlich. Dieser Willkürcharakter wird an vielen Stellen betont. Das bedeutet, dass sich Formen von Herrschaft inhaltlich und strukturell sehr stark voneinander unterscheiden. Trotz dieser großen Unterschiede gelingt es den meisten Herrschenden, sich in der Gesellschaft Legitimität zu verschaffen. Einen Grund dafür sieht Bourdieu eben in der Doxa: Nicht-hinterfragbare Selbstverständlichkeiten, also bestimmte doxische Überzeugungen, stabilisieren und legitimieren Herrschaft. Durch die Doxa werden die Herrschaftsstrukturen außerdem unsichtbar gemacht und verschleiert. Herrschaft wird dann von den Untertanen nicht mehr als Herrschaft wahrgenommen, sondern als selbstverständlich, natürlich, legitim oder notwendig gedeutet.
„Jede herrschende Ordnung weist die Tendenz auf – allerdings auf unterschiedlicher Stufe und mit je anderen Mitteln – ihren spezifischen Willkürcharakter zu naturalisieren.“
Herrschende Gruppen profitieren somit von der Mitgestaltung der Doxa in einer Gesellschaft oder einem Feld. Die Doxa wirkt letztendlich herrschaftsstabilisierend.

### Doxa und Feld
Bourdieu verwendet das Konzept der Doxa nicht nur für ganze Gesellschaften, sondern integriert das Konzept auch in seine Feldtheorie. Felder sind eigenständige soziale Systeme (Ökonomie, Politik, Recht, Religion, Kunst etc.). Konkurrenz um Ressourcen, Macht, Wahrheit, Wirklichkeitsdeutungen uvm. sind allgegenwärtig und ein Kernelement von Feldern.
Obwohl sich Felder primär durch ihren Konfliktcharakter auszeichnen, sieht Bourdieu in allen Feldern auch gewisse Wirklichkeitsüberzeugungen und Praktiken, die nicht debattiert werden und als selbstevident gelten. Jedes Feld hat seine eine eigene Doxa. Bestimmte Wirklichkeiten, Überzeugungen, Normen, Regeln, Praktiken und Handlungen werden von den Teilnehmern eines Feldes einfach als selbstverständlich oder unhinterfragt hingenommen.

### Kritik
Bourdieu wird dafür kritisiert, den Begriff der Doxa unscharf von anderen Begriffen abgegrenzt zu haben. Außerdem widmet er sich immer nur stückchenweise und über verschiedene Werke verstreut dem Konzept der Doxa.